# Györköny
Györköny (deutsch Jerking) ist eine ungarische Gemeinde im Kreis Paks im Komitat Tolna. Über 40 % der Bewohner zählen zur Volksgruppe der Ungarndeutschen.

## Lage und Verkehr
Györköny liegt 110 km südwestlich von Budapest, 15 km westlich von Paks und 30 km nördlich von Szekszárd am südlichen Ende des Naturschutzgebiets Mezőföld an der Hauptstraße 63. Seit 31. März 2010 ist Györköny über die Autobahn M6 (Ausfahrt Paks-Süd) erreichbar, zum nächsten Bahnhof sind es 5 km (Nagydorog).

## Geschichte

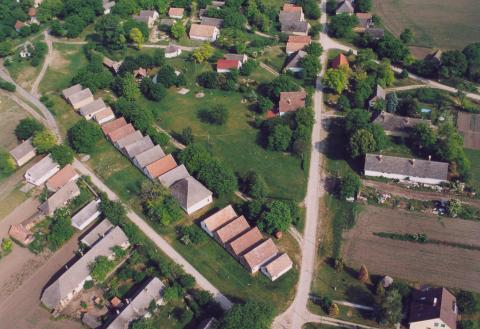
Luftbild von Györköny (2007)

Sie wurde erstmals im 14. Jahrhundert schriftlich erwähnt, ab dem 18. Jahrhundert wurden die ersten deutschsprachigen Arbeitskräfte angesiedelt. In der ersten Welle aus dem Burgenland, in der zweiten Welle aus Hessen. So entwickelte sich auch ein eigenständiger Dialekt.  Bei der Volkszählung im Jahr 1940 bekannten sich von den 2500 Einwohnern 2000 als Deutsche. Diese wurden ab dem Jahr 1946 in 3 Wellen nach Deutschland ausgesiedelt (wobei einige wieder zurück nach Györköny kamen), die erste Welle in die US-Zone (Franken, Baden-Württemberg), die beiden Nächsten in die Sowjetzone (Pirna).
Heute (2022) beträgt die Einwohnerzahl 966, 44 % der Bevölkerung ist deutschstämmig.

## Sehenswürdigkeiten
Im Ort gibt es ein Heimatmuseum (Falumúzeum), ein Weinkellermuseum (Pincemúzeum) und eine Freilichtbühne im Weinkellerdorf.

## Städtepartnerschaften
- Willstätt-Eckartsweier  (Deutschland)
- Marosszentanna (Rumänien)

## Persönlichkeiten
Der Hungarologe, Sprachwissenschaftler, Übersetzer und Herausgeber Paul Kárpáti († 5. Februar 2017 in Berlin) wurde hier am 20. März 1933 geboren.